# شورلت ترکس
شورلت ترکس (انگلیسی: Chevrolet Trax) یک خودروی مینی اس‌یووی است که توسط شرکت شورلت از سال ۲۰۱۳ تا ۲۰۲۲ تولید شده‌است. این خودرو بر اساس پلت‌فرم گاما ۲ جی‌ام ساخته شده که با شورلت آویو/سونیک و اوپل موکا/بیوک انکور مشترک است. شورلت ترکس در بازار استرالیا با نام هولدن ترکس و در بازارهای روسیه و آمریکای جنوبی با نام شورلت تراکر عرضه شده‌است.